# Elección presidencial de Croacia de 2000
Las elecciones presidenciales se celebraron en Croacia en enero de 2000, la tercera elección a presidente desde la ndependencia en 1991. Eran también las primeras elecciones presidenciales adelantadas, debido a la muerte de presidente Franjo Tuđman el 10 de diciembre de 1999, así como siendo las últimas elecciones bajo el sistema semipresidencialista de gobierno, donde el Presidente era el cargo más poderoso en la estructura de gobierno y podría nombrar y rechazar al Primer ministro y su gabinete.
Como ningún candidato recibió la mayoría requerida (50%+1 voto de los votos válidos) en la primera ronda del 24 de enero, se celebró un balotaje siendo la primera vez que la segunda ronda había sido requerida en la historia del país. El resultado fue una victoria para Stjepan Mesić del Partido Popular Croata, quién recibió 56.01% del voto. Estas elecciones demostraron el resentimiento del pueblo croata contra el régimen de Tudjman y el HDZ, quedando este partido en un tercer lugar con 140 mil votos menos que Budiša gando solo el voto de los croatas del exterior. El Mesić juró para un manato de cinco años como el segundo presidente de Croacia el 19 de febrero de 2000.

## Contexto
En las dos anteriores elecciones presidenciales de Croacia, en 1992 y 1997, Tudjman venció de forma arrolladora con más de un 60% de votos. El legado de Tudjman no sobrevivió ni dos meses a la muerte de su fundador. A la derrota en las elecciones parlamentarias del 3 de enero siguió una lucha en el interior del HDZ por quedarse con el mando que dejó vacío Tudjman. La consecuencia inmediata fue el hundimiento en las encuestas de su candidato, antes de las legislativas, para llegar a la presidencia, el ministro de Asuntos Exteriores, Mate Granic, un hombre moderado y europeísta que podría haber dado un giro hacia la democracia cristiana en el HDZ. Los últimos sondeos de la elección daban como favorito a Stjepan Mesić, de 65 años, con porcentajes entre un 31% y un 37%. En segundo lugar, las encuestas colocaban a Dražen Budiša, de 50 años, el candidato de la coalición entre socialdemócratas (SDP) y social-liberales (HSLS) que ganaron las elecciones parlamentarias del 3 de enero y al que se le da entre un 23% y un 24%. El tercer legar en los sondeos es el ministro de Exteriores, el médico de 52 años Mate Granic, con porcentajes entre un 13% y un 14%.

## Resultados

### Primera vuelta
|  | 41.11 % |

|  | 27.71 % |

|  | 22.47 % |

|  | 4.14 % |

|  | 1.84 % |

|  | 0.85 % |

|  | 0.85 % |

|  | 0.28 % |

|  | 0.27 % |

|  | 99.51 % |

|  | 0.49 % |

|  | 100.00 % |

|  | 62.98 % |

#### Análisis de la primera vuelta
El candidato del movimiento fundado por el fallecido presidente Franjo Tudjman, la Unión Democrática Croata (HDZ), y ministro de Asuntos Exteriores, Mate Granic, de 52 años, sólo consiguió un poco más de 22%, expresión palpable del desmantelamiento del régimen que ha gobernado en Croacia en la primera década tras su independencia. La participación electoral fue de algo más de un 64%, bastante por debajo del 77% de las parlamentarias. El equipo de campaña de Mesić logró el triunfo que habían pronosticado los sondeos. En un ambiente de fiesta, en los salones de la Asociación de la Prensa, en Zagreb. Mesic declaró que su victoria es el resultado de haber abandonado a tiempo la política de Tudjman, muy agresiva sobre todo hacia Bosnia-Herzegovina, y de haberse enfrentado a un sistema de privatización. Según el: "la gente al fin reconoció las verdades que vengo promocionando desde 1993". A pesar de no haber obtenido la mayoría absoluta en la primera vuelta, se considera al resultado como excelente. Con su estilo sencillo y popular, lejos del engolamiento de la década de Tudjman, Mesic se metió al electorado en el bolsillo.
La irrupción de Mesic en la campaña supuso un duro golpe para las ambiciones del candidato de la coalición entre socialdemócratas (SDP) y social-liberales (HSLS) que venció en las legislativas, Dražen Budiša, de 51 años. Con menos apoyo popular que Mesic, Budisa logró aprovechar el triunfo de su partido el HSLS del 3 de enero. En un restaurante elegante se celebraba el resultado de la coalición SDP-HSLS, pero el ambiente era de derrota. El primer ministro, Ivica Racan (SDP) comentó que "sólo se ha jugado el primer tiempo del partido y falta la segunda parte. Muchas veces un equipo pierde 0-2 en el primer tiempo y al final gana". No obstante, Racan reconoció: "Es posible que en la campaña electoral previa a la primera vuelta de las elecciones no hayamos demostrado suficientemente bien por qué estas elecciones son tan importantes".
El gran derrotado de la elección, Granic tuvo la sensación de haberse quedado sólo frente al mundo, tras las luchas internas entre los herederos de Tudjman. Partió como favorito y justo antes de la elección las encustas ya indicaban que terminaría como el gran derrotado. No pudo utilizar la memoria de Tudjman en sus discursos, porque los nuevos valores que promulgaba entraban en conflicto con lo que representaba el caudillo croata.

#### Primeros resultados de ronda por condado
| Condado                            | Votantes  | Participación | Mesić     | Mesić  | Budiša  | Budiša | Granić  | Granić | Letica  | Letica | Đapić  | Đapić |
| Condado                            | Votantes  | Participación | Votos     | %      | Votos   | %      | Votos   | %      | Votos   | %      | Votos  | %     |
| ---------------------------------- | --------- | ------------- | --------- | ------ | ------- | ------ | ------- | ------ | ------- | ------ | ------ | ----- |
| Bjelovar-Bilogora                  | 81,756    | 70.81%        | 34,936    | 42.73% | 23,746  | 29.04% | 17,109  | 20.93% | 2,024   | 2.48%  | 1,767  | 2.16% |
| Brod-Posavina                      | 98,066    | 67.19%        | 42,782    | 43.63% | 20,477  | 20.88% | 26,389  | 26.91% | 3,228   | 3.29%  | 2,205  | 2.25% |
| Dubrovnik-Neretva                  | 71,714    | 67.19%        | 24,328    | 33.92% | 19,437  | 27.10% | 20,483  | 28.56% | 3,988   | 5.56%  | 1,279  | 1.78% |
| Istria                             | 129,491   | 71.16%        | 79,834    | 61.65% | 30,016  | 23.18% | 11,531  | 8.90%  | 5,001   | 3.86%  | 876    | 0.68% |
| Karlovac                           | 86,521    | 64.85%        | 32,773    | 37.88% | 22,201  | 25.66% | 22,945  | 26.52% | 3,282   | 3.79%  | 2,958  | 3.42% |
| Koprivnica-Križevci                | 76,386    | 73.17%        | 33,788    | 44.23% | 23,571  | 30.86% | 14,510  | 19.00% | 1,975   | 2.59%  | 1,000  | 1.31% |
| Krapina-Zagorje                    | 83,329    | 71.36%        | 44,343    | 53.21% | 18,821  | 22.59% | 15,373  | 18.45% | 2,110   | 2.53%  | 655    | 0.79% |
| Lika-Senj                          | 29,085    | 53.10%        | 11,711    | 40.26% | 5,451   | 18.74% | 9,170   | 31.53% | 608     | 2.09%  | 1,222  | 4.20% |
| Međimurje                          | 67,721    | 70.21%        | 26,808    | 39.59% | 26,881  | 39.69% | 10,002  | 14.77% | 2,142   | 3.16%  | 468    | 0.69% |
| Osijek-Baranja                     | 190,343   | 66.35%        | 84,912    | 44.61% | 52,913  | 27.80% | 37,152  | 19.52% | 6,256   | 3.29%  | 4,253  | 2.23% |
| Požega-Slavonia                    | 50,351    | 69.82%        | 24,414    | 48.49% | 10,138  | 20.13% | 11,659  | 23.16% | 1,345   | 2.67%  | 996    | 1.98% |
| Primorje-Gorski Kotar              | 191,448   | 69.24%        | 76,281    | 39.84% | 69,254  | 36.17% | 29,467  | 15.39% | 9,863   | 5.15%  | 2,537  | 1.33% |
| Sisak-Moslavina                    | 103,513   | 62.34%        | 38,668    | 37.36% | 27,380  | 26.45% | 26,511  | 25.61% | 3,241   | 3.13%  | 4,581  | 4.43% |
| Ruptura-Dalmatia                   | 254,740   | 66.64%        | 70,132    | 27.53% | 79,078  | 31.04% | 77,352  | 30.37% | 15,935  | 6.26%  | 3,613  | 1.42% |
| Šibenik-Knin                       | 60,227    | 57.89%        | 15,798    | 26.23% | 19,417  | 32.24% | 18,492  | 30.70% | 3,383   | 5.62%  | 1,744  | 2.90% |
| Varaždin                           | 113,131   | 74.67%        | 49,701    | 43.93% | 36,219  | 32.02% | 20,119  | 17.78% | 3,337   | 2.95%  | 1,387  | 1.23% |
| Virovitica-Podravina               | 56,416    | 70.11%        | 29,382    | 52.08% | 13,067  | 23.16% | 9,769   | 17.32% | 1,327   | 2.35%  | 1,615  | 2.86% |
| Vukovar-Syrmia                     | 99,698    | 52.17%        | 35,925    | 36.03% | 28,678  | 28.76% | 25,369  | 25.45% | 2,994   | 3.00%  | 2,458  | 2.47% |
| Zadar                              | 85,605    | 58.31%        | 30,464    | 35.59% | 23,042  | 26.92% | 21,951  | 25.64% | 6,161   | 7.20%  | 1,508  | 1.76% |
| Zagreb Condado                     | 187,806   | 74.46%        | 93,956    | 50.03% | 42,743  | 22.76% | 36,930  | 19.66% | 6,866   | 3.66%  | 2,538  | 1.35% |
| Ciudad de Zagreb                   | 485,053   | 70.41%        | 210,778   | 43.45% | 140,702 | 29.01% | 88,457  | 18.24% | 24,911  | 5.14%  | 5,954  | 1.23% |
| Votando en el extranjero           | 75,161    | 18.96%        | 8,957     | 11.92% | 8,605   | 11.45% | 50,848  | 67.65% | 805     | 1.07%  | 3,674  | 4.89% |
| TOTAL                              | 2,677,561 | 62.98%        | 1,100,671 | 41.11% | 741,837 | 27.71% | 601,588 | 22.47% | 110,782 | 4.14%  | 49,288 | 1.84% |
| Fuente: Comité de Elección Estatal |           |               |           |        |         |        |         |        |         |        |        |       |

### Segunda vuelta
|  | 56.01 % |

|  | 43.99 % |

|  | 99.51 % |

|  | 0.49 % |

|  | 100.00 % |

|  | 60.88 % |

#### Resultados del balotaje por condado
| Bjelovar-Bilogora                  | 115,553   | 80,032    | 69.26% | 48,751    | 61.57% | 30,428    | 38.43% |
| Brod-Posavina                      | 145,955   | 95,504    | 65.43% | 44,928    | 68.22% | 29,995    | 31.78% |
| Dubrovnik-Neretva                  | 106,752   | 66,978    | 62.74% | 34,266    | 52.30% | 31,250    | 47.70% |
| Istria                             | 182,085   | 126,155   | 69.28% | 88,802    | 70.89% | 36,467    | 29.11% |
| Karlovac                           | 133,358   | 83,555    | 62.65% | 49,363    | 59.98% | 32,936    | 40.02% |
| Koprivnica-Križevci                | 104,398   | 74,941    | 71.78% | 44,458    | 59.78% | 29,911    | 40.22% |
| Krapina-Zagorje                    | 116,795   | 82,395    | 70.55% | 57,454    | 70.38% | 24,183    | 29.62% |
| Lika-Senj                          | 55,341    | 29,329    | 53.00% | 20,331    | 70.53% | 8,496     | 29.47% |
| Međimurje                          | 96,515    | 66,654    | 69.06% | 30,824    | 46.64% | 35,261    | 53.36% |
| Osijek-Baranja                     | 287,153   | 185,695   | 64.67% | 112,066   | 60.91% | 71,919    | 39.09% |
| Požega-Slavonia                    | 72,169    | 49,371    | 68.41% | 34,942    | 71.52% | 13,914    | 28.48% |
| Primorje-Gorski Kotar              | 276,665   | 183,521   | 66.33% | 89,167    | 49.08% | 92,498    | 50.92% |
| Sisak-Moslavina                    | 166,086   | 101,236   | 60.95% | 58,081    | 58.14% | 41,811    | 41.86% |
| Ruptura-Dalmatia                   | 382,509   | 242,414   | 63.37% | 98,572    | 41.50% | 138,951   | 58.50% |
| Šibenik-Knin                       | 104,088   | 58,284    | 55.99% | 22,548    | 39.33% | 34,788    | 60.67% |
| Varaždin                           | 151,508   | 109,924   | 72.55% | 61,860    | 56.75% | 47,141    | 43.25% |
| Virovitica-Podravina               | 80,495    | 55,620    | 69.10% | 39,067    | 70.93% | 16,011    | 29.07% |
| Vukovar-Syrmia                     | 191,168   | 96,979    | 50.73% | 57,117    | 59.58% | 38,755    | 40.42% |
| Zadar                              | 146,765   | 80,400    | 54.78% | 42,929    | 54.22% | 36,253    | 45.78% |
| Condado de Zagreb                  | 252,433   | 182,413   | 72.26% | 115,843   | 61.41% | 64,887    | 35.90% |
| Ciudad de Zagreb                   | 691,102   | 467,610   | 67.66% | 246,811   | 53.31% | 216,145   | 46.69% |
| Votando en el extranjero           | 394,028   | 70,110    | 17.79% | 15,723    | 22.56% | 53,969    | 77.44% |
| TOTAL                              | 4,252,921 | 2,589,120 | 60.88% | 1,433,372 | 56.01% | 1,125,969 | 43.99% |
| Fuente: Comité de Elección Estatal |           |           |        |           |        |           |        |